# Шах Аббас и Хуршуд Бану
«Шах Аббас и Хуршид Бану» — четвёртая мугамная опера азербайджанского композитора Узеир Гаджибекова в четырёх действиях и шести картинах. Либретто также принадлежит Гаджибекову. Написана опера по мотивам азербайджанского народного сказания. Опера заканчивается счастливым концом, героиня — простая девушка, дочь дровосека, побеждает психологию грозного шаха, который из-за любви к ней выучивается ремеслу—ковроткачеству.

## История
Премьера оперы состоялась 10 (23) марта 1912 года в помещении цирка братьев Никитиных в Баку. Режиссёром спектакля был Гусейн Араблинский, дирижировал Муслим Магомаев. В главных ролях выступили Гусейнкули Сарабский (Шах Аббас), Ахмед Агдамский (Хуршуд Бану), М. X. Терегулов (Меставар). Опера находилась в репертуаре театра оперы и балета вплоть до 30-х гг.
Либретто оперы издано отдельной книгой в 1917 году, и хранится в Национальном музее истории Азербайджана.

## Описание оперы

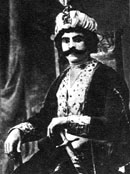
Гусейнкули Сарабский в роли Шаха Аббаса

В опере композитор широко использует мугам. Вместе с тем в опере много и авторской музыки. Впервые в мугамных операх Гаджибеков обращается к арии традиционно-классического типа (I действие). В ней ярко выражена национальная ладо-интонационная основа. Это многогранный, законченный портрет иранского Шаха Аббаса. Ария примечательна тем, что в её музыке, в отличие от вокальных характеристик других ранних опер Гаджибекова, раскрываются разные настроения. В её основе лежат две темы, одна из которых — задумчивая, сосредоточенная, лиричная, другая — решительная, маршеобразная, ассоциирующаяся с зерби-мугамом «Эйраты».
Ария Шаха Аббаса создала предпосылки для арии Аслан шаха в опере «Шах Исмаил» Муслима Магомаева, а также сыграла большую роль в эволюции оперного стиля Гаджибекова. Авторская музыка лежит в основе арии Хуршуд Вану (I действие), партии Меставара. Сочетание традиционных и новых музыкальных средств расширило арсенал композиторского стиля, способствовав успеху оперы.